# Eryk Hampel
Eryk Paweł Hampel (ur. 3 grudnia 1997 we Wrześni) – polski lekkoatleta specjalizujący się w biegach sprinterskich.
Wielokrotny medalista Mistrzostw Polskiw biegu na 60 m, 100 m, 200 m i sztafecie 4x100 m. Drużynowy Mistrz Europy z Bydgoszczy (2019) – sztafeta 4 x 100 metrów. Finalista Młodzieżowych Mistrzostw Europy z Gävle (2019) w sztafecie 4 x 100 metrów. Uczestnik Mistrzostw Europy w Berlinie (2018) w sztafecie 4 x 100 metrów. Finalista Młodzieżowych Mistrzostw Europy z Bydgoszczy (2017). Uczestnik Mistrzostw Świata Sztafet na Bahamach (2017) w sztafecie 4 × 200 metrów i Uniwersjady w Tajpej w biegu na 100 metrów i sztafecie 4 × 100 metrów (2017). Półfinalista w biegu na 100 metrów i finalista w sztafecie 4 x 100 metrów na Mistrzostwach Świata juniorów w Bydgoszczy (2016). Wicemistrz Europy Juniorów z Eskilstuny (2015) w sztafecie 4x100 m (40.00).

## Życiorys
Eryk Hampel urodził się 3 grudnia 1997 we Wrześni. Ma brata bliźniaka Ernesta (brązowego medalistę Mistrzostw Polski juniorów w biegu na 400 m przez płotki i sztafecie 4 × 100 m. (2016)) oraz o rok starszego Huberta (skok wzwyż). Jest synem Pawła, byłego lekkoatlety biegającego 400 m ppł. (52.94). Uczęszczał do liceum o profilu wojskowym w Zespole Szkół Technicznych i Ogólnokształcących im. gen. bryg. dr. Romana Abrahama we Wrześni. Studiuje wychowanie fizyczne w Akademii Wychowania Fizycznego w Poznaniu. Skakał już ze spadochronem i ma ukończony kurs skoczka spadochronowego. Przez okres nauki w gimnazjum i liceum trenował i cały czas trenuje na stadionie lekkoatletycznym przy ZSTiO. Jego trenerem był Adam Kaczor (trener Mateusza Michalskiego, Krzysztofa Wróbla, Jacka Bociana, Andrzeja Popy), były reprezentant Polski w lekkoatletyce, olimpijczyk z Meksyku, a następnie Tadeusz Osik.
Swoją karierę zaczynał w 2009. W tym też roku pojechał na pierwsze zawody do Poznania skacząc wzwyż. W 2010 miał pierwsze potyczki ze sprintem. W 2011 jako pierwszy rok młodzika skakał wzwyż (175 cm), oraz biegał na 100 m (12.04), 200 m (25.47) i 300 m (40.58). W drugim roku młodzika (2012) skupił się na sprincie (100 m – 11.33, 60 m – 7.43) ale i czasami skakał wzwyż (185 cm).
W 2013 odpuścił skakanie wzwyż i poświęcił się biegom sprinterskim. Na Ogólnopolskiej Olimpiadzie Młodzieży zdobył pierwszy medal MP w biegu na 200 m, zajął III miejsce z wynikiem (22.39). W tym też sezonie legitymował się nową życiówką w biegu na 100 m (10.98).

Krzysztof Wróbel przekazuje pałeczkę Erykowi Hamplowi - sztafeta 4x100 metrów, Eskilstuna, Szwecja

W 2014 zdobył srebrny i brązowy medal kolejno w biegu na 100 m i 200 m na Ogólnopolskiej Olimpiadzie Młodzieży. W tym też roku zdobył tytuł Halowego Mistrza Polski w biegu na 60 m (7.05). Legitymował się nowymi życiówkami na 100 m (10.87) i 200 m (21.89).
Rok 2015 był dla Hampela rokiem przełomowym. Zdobył tytuł wicemistrza Polski juniorów w biegu na 100 m. uzyskując nowy rekord życiowy i minimum sztafetowe na Mistrzostwa Europy juniorów w Eskilstunie (10.68). Na Mistrzostwach Europy sztafeta Reprezentacji Polski wchodziła do finału z 5 czasem (40.56), a w finale wywalczyła II lokatę z czasem (40.00). Eryk biegał na ostatniej zmianie.

Reprezentacja Polski w sztafecie 4x100 metrów podczas Mistrzostw Europy w lekkoatletyce, Eskilstuna, Szwecja. Reprezentacja w składzie (od prawej) Krzysztof Wróbel, Artur Wasilewski, Eryk Hampel, Przemysław Adamski

W 2016 na pierwszych zawodach biegał w biegu na 300 m i od razu pobił rekord życiowy (33.97 ex-aequo 10 czas w Polsce OPEN). Na 70 Mistrzostwach Polski juniorów Eryk biegał 100 m, 200 m i sztafetę 4 × 100 m. W biegu na 100 m zdobył złoto z czasem 10.60, w eliminacjach pod niesprzyjający wiatr nabiegał nowy rekord życiowy 10.54 i minimum na Mistrzostwa Świata juniorów w Bydgoszczy (19-24 lipca). W biegu na 200 m, Eryk dostał się do finału z 3 czasem, lecz w finale nie ukończył biegu. W sztafecie 4 × 100 m razem z kolegami z klubu LUKS ORKAN Września zajęli III miejsce.
Na Mistrzostwach Świata juniorów w Bydgoszczy, biegał indywidualnie 100 metrów i w sztafecie 4 x 100 metrów. W biegu eliminacyjnym na 100 metrów uzyskał czas 10.39, wiatr +0.7m/s (0.02 sekundy gorszy od rekordu Polski juniorów 10.37, wiatr +1.4m/s Grzegorza Zimniewicza) kwalifikujący go do półfinału. W półfinale z powodu słabej reakcji startowej (ok. 0.250 sekundy) Eryk ukończył bieg na 7 pozycji z czasem 10.58, wiatr +0.2m/s. i nie zakwalifikował się do finału. W biegu eliminacyjnym sztafet 4 x 100 metrów Eryk biegał na ostatniej zmianie i z 5 pozycji wyprowadził Polską sztafetę na 4. Dzięki dyskwalifikacji Brazylii, sztafeta z czasem 39.98 weszła do finału. W finale Polska sztafeta otrzymała niekorzystny 2 tor i ukończyła Mistrzostwa Świata na 8. miejscu z czasem 40.25.

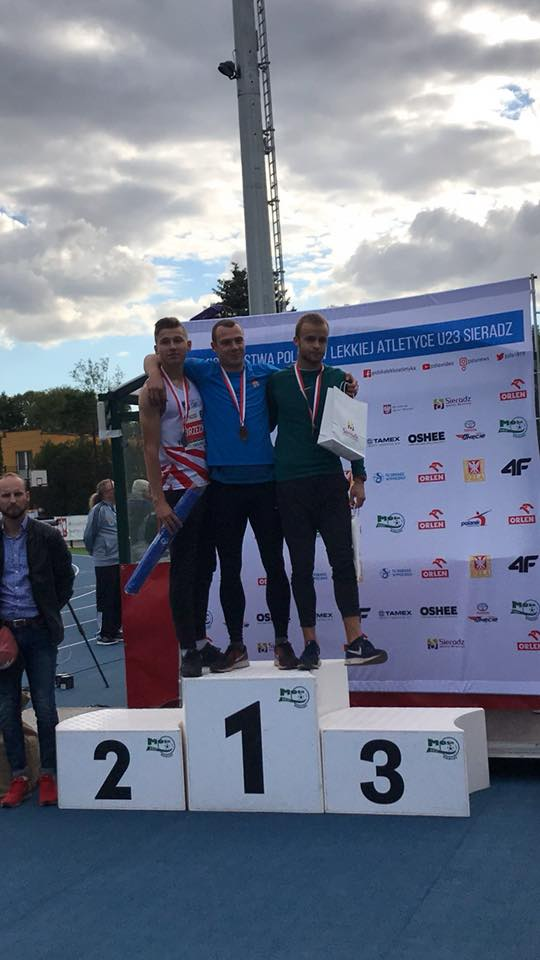
Brąz w biegu na 100 metrów – Młodzieżowe Mistrzostwa Polski – Sieradz 2018

W 2017 zdobył dwa złote medale na Akademickich Mistrzostwach Polski (200 metrów oraz sztafeta 4 x 100 metrów). Zakwalifikował się do na IAAF World Relays, gdzie biegł w sztafecie 4 x 200 metrów. Na Mistrzostwach Polski w Białymstoku wspólnie z kolegami z klubu OŚ AZS POZNAŃ zdobył brązowy medal w sztafecie 4 x 100 metrów. Zakwalifikował się na Młodzieżowe Mistrzostwa Europy w Bydgoszczy w sztafecie 4 x 100 metrów, z którą zajął 6. miejsce. Na Uniwersjadzie w Chińskim Tajpej, biegał w biegu na 100 metrów (eliminacje) i sztafecie 4 x 100 metrów (DQ). Zwyciężył w plebiscycie Wiadomości Wrzesińskich na najpopularniejszego sportowca, w kategorii juniora, w powiecie wrzesińskim.
Sezon 2018 rozpoczął od złota w sztafecie 4 x 100 metrów razem ze sprinterami Oś AZS Poznań na Mistrzostwach Polski AZS. Kilka tygodni później dołożył złoto na Akademickich Mistrzostwa Polski również w sztafecie 4 x 100 metrów. Po tygodniu po raz kolejny zdobył złoty medal w sztafecie 4 x 100 metrów na PZLA Mistrzostwach Polski Sztafet. Podczas Młodzieżowych Mistrzostw Polski zdobył brązowy medal w biegu na 100 metrów (bieg eliminacyjny był 1 biegiem na 100 metrów w sezonie) oraz kolejny złoty krążek w sztafecie 4 x 100 metrów. Został powołany na Mecz U23 Czechy-Słowenia-Węgry-Polska, na którym zajął 3. miejsce w biegu na 100 metrów i 1 w sztafecie 4 x 100 metrów, Polska wygrała mecz.Na 94. PZLA Mistrzostwach Polski zajął 5. miejsce w biegu na 100 metrów (10.41, +1.2m/s, 2 sekundy od życiówki) i został powołany do sztafety 4 x 100 metrów na Mistrzostwa Europy w Berlinie. Niestety po nadepnięciu linii przez jednego z kolegów, sztafeta została zdyskwalifikowana. Eryk biegał od startu. Sezon zakończył złotym medalem w biegu na 100 metrów podczas Drużynowych Mistrzostw Polski w Inowrocławiu.

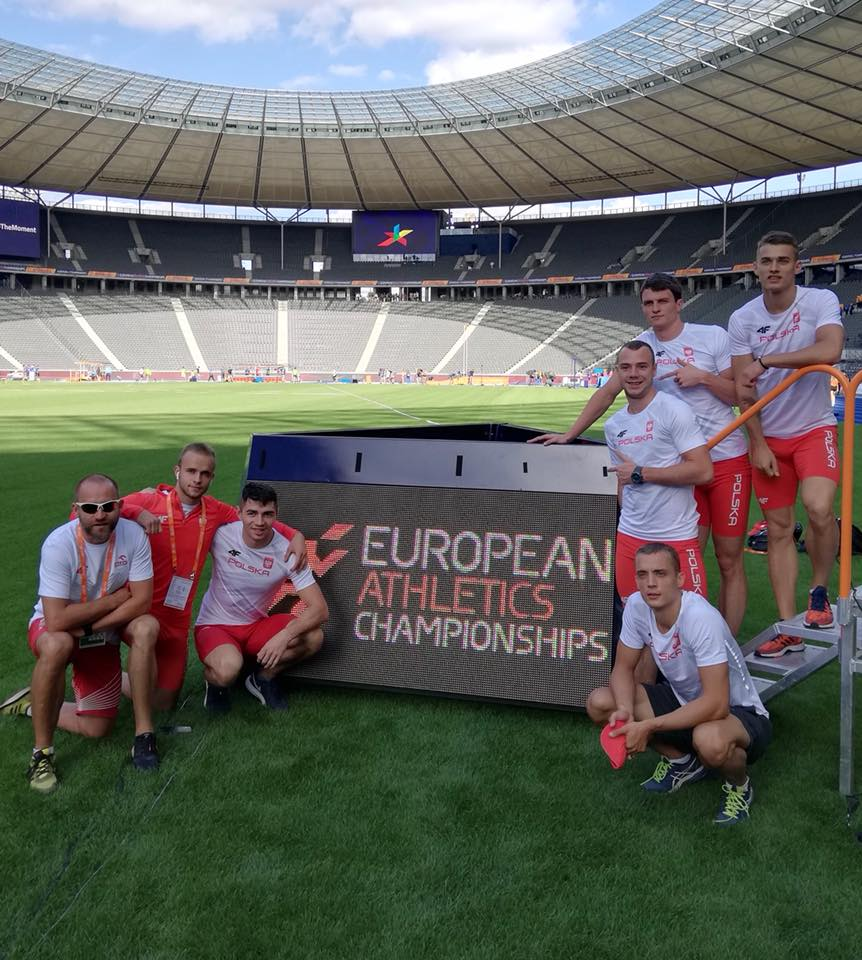
Sztafeta 4 x 100 metrów na Mistrzostwach Europy w Berlinie 2018

Sezon 2019: Po 3-letniej przerwie w startach na hali, na początku roku wspólnie z kolegami z klubu OŚ AZS POZNAŃ zdobył Srebrny medal Halowych Mistrzostw Polski w sztafecie 4 x 200 metrów. Na Akademickich Mistrzostwach Polski wspólnie z kolegami z uczelni AWF POZNAŃ zdobył kolejne Złoto w sztafecie 4 x 100 metrów. Na początku lipca na Mistrzostwach Polski U23 w Lublinie po raz kolejny wspólnie ze sprinterami z AZS-u Poznań zdobył kolejny Złoty krążek w sztafecie 4x100m. Został powołany do sztafety 4 x 100 metrów na Młodzieżowe Mistrzostwa Europy w szwedzkim Gävle. W biegu eliminacyjnym uzyskali 6 czas 39.90 i weszli do finału, jednak niestety jeden z kolegów nie przekazał pałeczki i sztafeta nie ukończyła biegu finałowego. 1 sierpnia na Drużynowych Mistrzostwach Polski zdobył brązowy medal w biegu na 100 metrów (10.56 +0.8m/s), kilka dni później dostał powołanie na Drużynowe Mistrzostwa Europy w sztafecie 4 x 100 metrów. Po dyskwalifikacji reprezentacji Francji, Polska z Erykiem na ostatniej zmianie zajęła 4. miejsce z czasem 39.20 i zdobyła cenne 9 punktów do kwalifikacji ogólnej. POLSKA wygrała Drużynowe Mistrzostwa Europy z fenomenalnym wynikiem 345 punktów. Eryk zakończył sezon na 95. PZLA Mistrzostwach Polski brązowym medalem w biegu na 100 metrów (10.48 +1.7m/s) i srebrem w sztafecie 4 x 100 metrów razem ze sprinterami OŚ AZS POZNAŃ.
Sezon 2020: Rozpoczęty złotym medalem Halowych Mistrzostw Polski w sztafecie 4 × 200 metrów. Podczas rozpoczęcia sezonu letniego doznał zerwania więzadła krzyżowego w kolanie. Pomyślnie przebiegł operację oraz rekonwalescencję. We wrześniu 2020 roku zmienił barwy klubu OŚ AZS Poznań oraz zakończył współpracę z trenerem Tadeuszem Osikiem. Przeprowadził się do Lublina i rozpoczął studia na Uniwersytecie Marii Curie Skłodowskiej w Lublinie. Aktualnie trenuje w klubie AZS UMCS Lublin pod okiem trenera Piotra Maruszewskiego (trenera m.in. Karoliny Kołeczek).

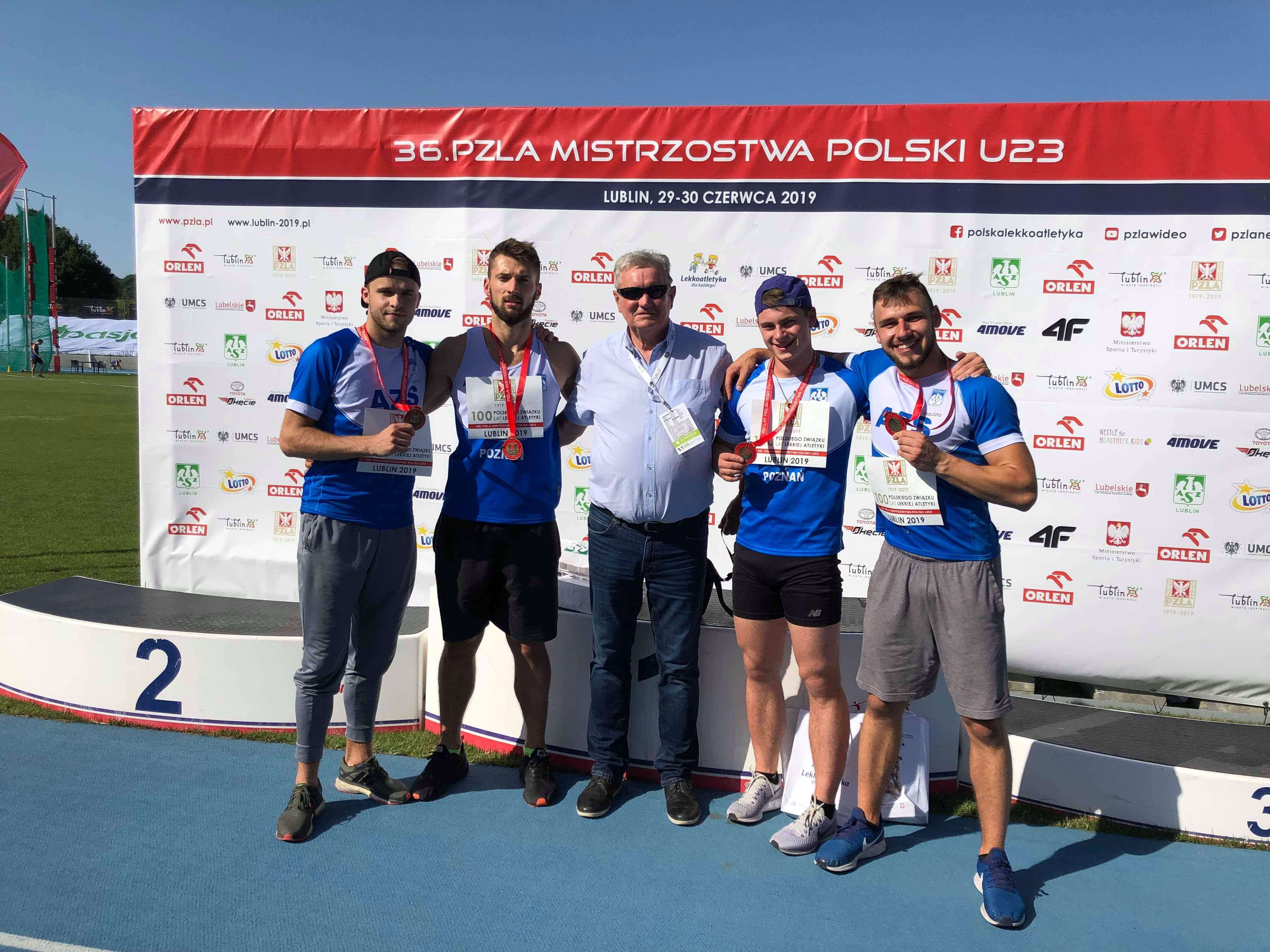
Sztafeta 4 x 100 metrów – Mistrzostwa Polski U23 – 2019

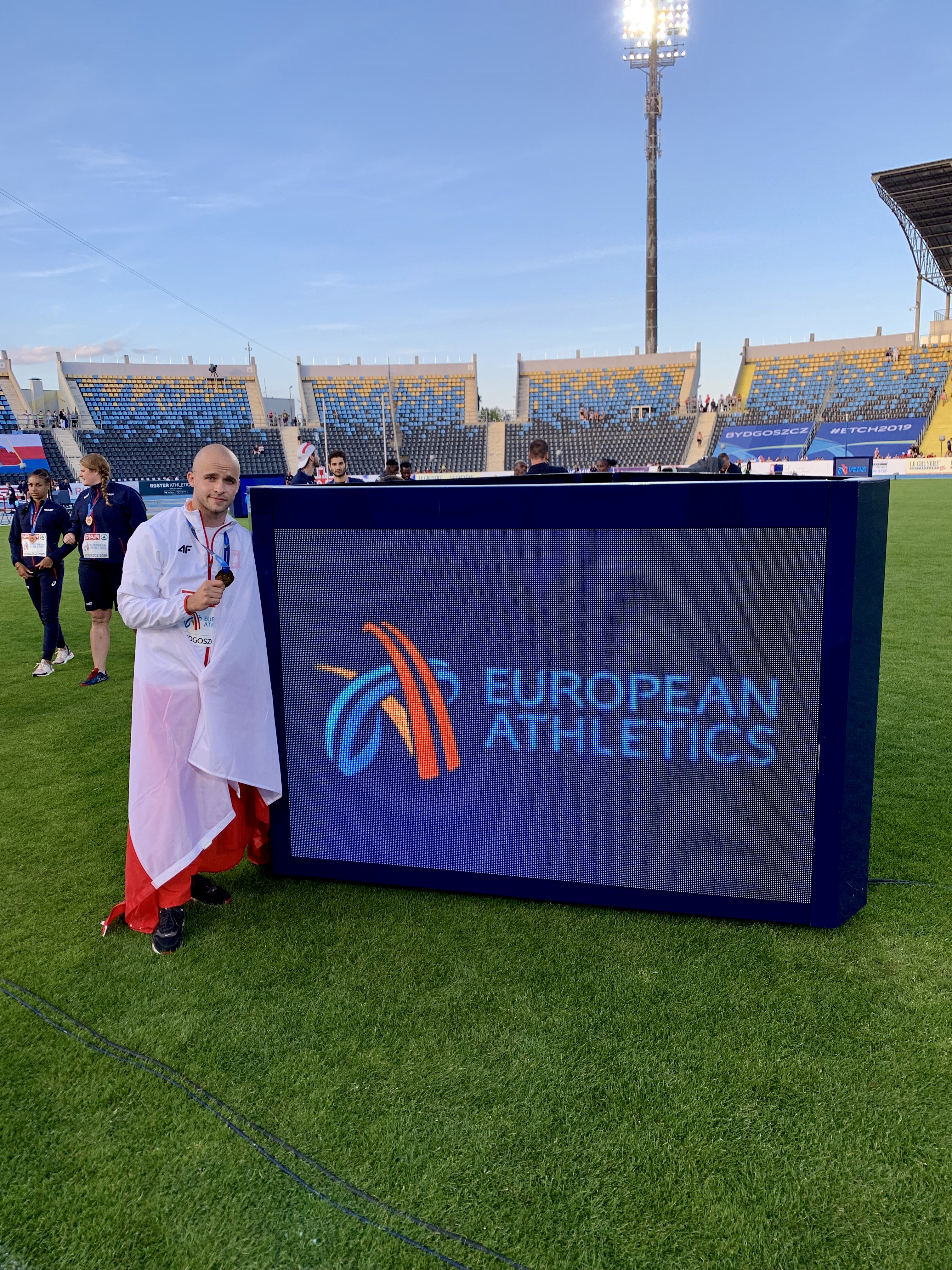
Złoto DRUŻYNOWYCH MISTRZOSTW EUROPY

## Osiągnięcia

### Reprezentacja
| Rok  | Impreza                        | Miejsce    | Konkurencja             | Lokata     | Wynik    |
| ---- | ------------------------------ | ---------- | ----------------------- | ---------- | -------- |
| 2015 | Mistrzostwa Europy juniorów    | Eskilstuna | sztafeta 4 × 100 metrów | 2. miejsce | 40,00    |
| 2016 | Mistrzostwa świata juniorów    | Bydgoszcz  | bieg na 100 metrów      | półfinał   | 10,58    |
| 2016 | Mistrzostwa świata juniorów    | Bydgoszcz  | sztafeta 4 × 100 metrów | 8. miejsce | 40,25    |
| 2017 | IAAF World Relays              | Nassau     | sztafeta 4 × 200 metrów | eliminacje | 1:24,78  |
| 2017 | Młodzieżowe mistrzostwa Europy | Bydgoszcz  | sztafeta 4 × 100 metrów | 6. miejsce | 40,11    |
| 2017 | Uniwersjada                    | Tajpej     | bieg na 100 metrów      | eliminacje | 10,74    |
| 2017 | Uniwersjada                    | Tajpej     | sztafeta 4 × 100 metrów | –          | DQ       |
| 2018 | Mistrzostwa Europy             | Berlin     | sztafeta 4 × 100 metrów | eliminacje | DQ       |
| 2019 | Młodzieżowe Mistrzostwa Europy | Gävle      | sztafeta 4 × 100 metrów | finał      | DNF      |
| 2019 | Drużynowe Mistrzostwa Europy   | Bydgoszcz  | sztafeta 4 × 100 metrów | 4. miejsce | 39,20    |
| 2019 | Drużynowe Mistrzostwa Europy   | Bydgoszcz  | Drużynowo               | 1. miejsce | 345 pkt. |

### Klub

#### Stadion
| Rok  | Impreza                              | Miejsce        | Konkurencja             | Lokata     | Wynik |
| ---- | ------------------------------------ | -------------- | ----------------------- | ---------- | ----- |
| 2012 | Mistrzostwa Polski U16               | Słubice        | bieg na 100 metrów      | 4. miejsce | 11,44 |
| 2013 | Ogólnopolska Olimpiada Młodzieży     | Łódź           | bieg na 100 metrów      | 6. miejsce | 11,17 |
| 2013 | Ogólnopolska Olimpiada Młodzieży     | Łódź           | bieg na 200 metrów      | 3. miejsce | 22,39 |
| 2014 | Ogólnopolska Olimpiada Młodzieży     | Wrocław        | bieg na 100 metrów      | 2. miejsce | 10,87 |
| 2014 | Ogólnopolska Olimpiada Młodzieży     | Wrocław        | bieg na 200 metrów      | 3. miejsce | 22,04 |
| 2015 | 69. PZLA Mistrzostwa Polski Juniorów | Biała Podlaska | bieg na 100 metrów      | 2. miejsce | 10,68 |
| 2015 | 69. PZLA Mistrzostwa Polski Juniorów | Biała Podlaska | sztafeta 4 × 100 metrów | 5. miejsce | 41,94 |
| 2016 | 70. PZLA Mistrzostwa Polski Juniorów | Suwałki        | bieg na 100 metrów      | 1. miejsce | 10,60 |
| 2016 | 70. PZLA Mistrzostwa Polski Juniorów | Suwałki        | bieg na 200 metrów      | DNF        | ---   |
| 2016 | 70. PZLA Mistrzostwa Polski Juniorów | Suwałki        | sztafeta 4 × 100 metrów | 3. miejsce | 42,71 |
| 2017 | Mistrzostwa Polski AZS               | Łódź           | bieg na 100 metrów      | 1. miejsce | 10,33 |
| 2017 | Mistrzostwa Polski AZS               | Łódź           | sztafeta 4 × 100 metrów | 1. miejsce | 41,34 |
| 2017 | Akademickie Mistrzostwa Polski       | Łódź           | bieg na 200 metrów      | 1. miejsce | 21,34 |
| 2017 | Akademickie Mistrzostwa Polski       | Łódź           | sztafeta 4 × 100 metrów | 1. miejsce | 41,44 |
| 2017 | 93. PZLA Mistrzostwa Polski          | Białystok      | sztafeta 4 × 100 metrów | 3. miejsce | 40,64 |
| 2018 | Mistrzostwa Polski AZS               | Łódź           | sztafeta 4 × 100 metrów | 1. miejsce | 40,69 |
| 2018 | Akademickie Mistrzostwa Polski       | Lublin         | bieg na 200 metrów      | 1. miejsce | 21,83 |
| 2018 | PZLA Mistrzostwa Polski w sztafetach | Suwałki        | sztafeta 4 × 100 metrów | 1. miejsce | 40,03 |
| 2018 | 35. PZLA Mistrzostwa Polski U23      | Sieradz        | bieg na 100 metrów      | 3. miejsce | 10,71 |
| 2018 | 35. PZLA Mistrzostwa Polski U23      | Sieradz        | sztafeta 4 × 100 metrów | 1. miejsce | 41,02 |
| 2018 | 94. PZLA Mistrzostwa Polski          | Lublin         | bieg na 100 metrów      | 5. miejsce | 10,41 |
| 2019 | Akademickie Mistrzostwa Polski       | Łódź           | sztafeta 4 × 100 metrów | 1. miejsce | 41,61 |
| 2019 | 36. PZLA Mistrzostwa Polski U23      | Lublin         | bieg na 100 metrów      | 9. miejsce | 10,61 |
| 2019 | 36. PZLA Mistrzostwa Polski U23      | Lublin         | sztafeta 4 × 100 metrów | 1. miejsce | 40,93 |
| 2019 | 95. PZLA Mistrzostwa Polski          | Radom          | bieg na 100 metrów      | 3. miejsce | 10,48 |
| 2019 | 95. PZLA Mistrzostwa Polski          | Radom          | sztafeta 4 × 100 metrów | 2. miejsce | 40,40 |

#### Hala
| Rok  | Impreza                           | Miejsce | Konkurencja             | Lokata     | Wynik   |
| ---- | --------------------------------- | ------- | ----------------------- | ---------- | ------- |
| 2014 | Halowe Mistrzostwa Polski U18 U20 | Spała   | bieg na 60 metrów       | 1. miejsce | 7,05    |
| 2016 | Halowe Mistrzostwa Polski U18 U20 | Spała   | bieg na 60 metrów       | 5. miejsce | 7,02    |
| 2019 | Halowe Mistrzostwa Polski         | Toruń   | sztafeta 4 × 200 metrów | 2. miejsce | 1:27,56 |
| 2020 | Halowe Mistrzostwa Polski         | Toruń   | sztafeta 4 × 200 metrów | 1. miejsce | 1:27,53 |

## Rekordy życiowe

### Stadion
- skok wzwyż – 190 cm (3 września 2017, Jelenia Góra),
- skok w dal – 656 cm (1 września 2018, Inowrocław),
- bieg na 60 metrów  – 6,85 (25 sierpnia 2018, Toruń),
- bieg na 100 metrów – 10,39 (19 lipca 2016, Bydgoszcz)[43] / 10,33w (20 maja 2017, Łódź),
- bieg na 200 metrów – 21,31 (25 sierpnia 2018, Toruń),
- bieg na 300 metrów – 33,97 (30 kwietnia 2016, Poznań),

### Hala
- bieg na 60 metrów – 6,85 (11 lutego 2020, Łódź),
- skok wzwyż – 170 cm (7 stycznia 2012, Kalisz)

## Najlepsze wyniki w sezonie

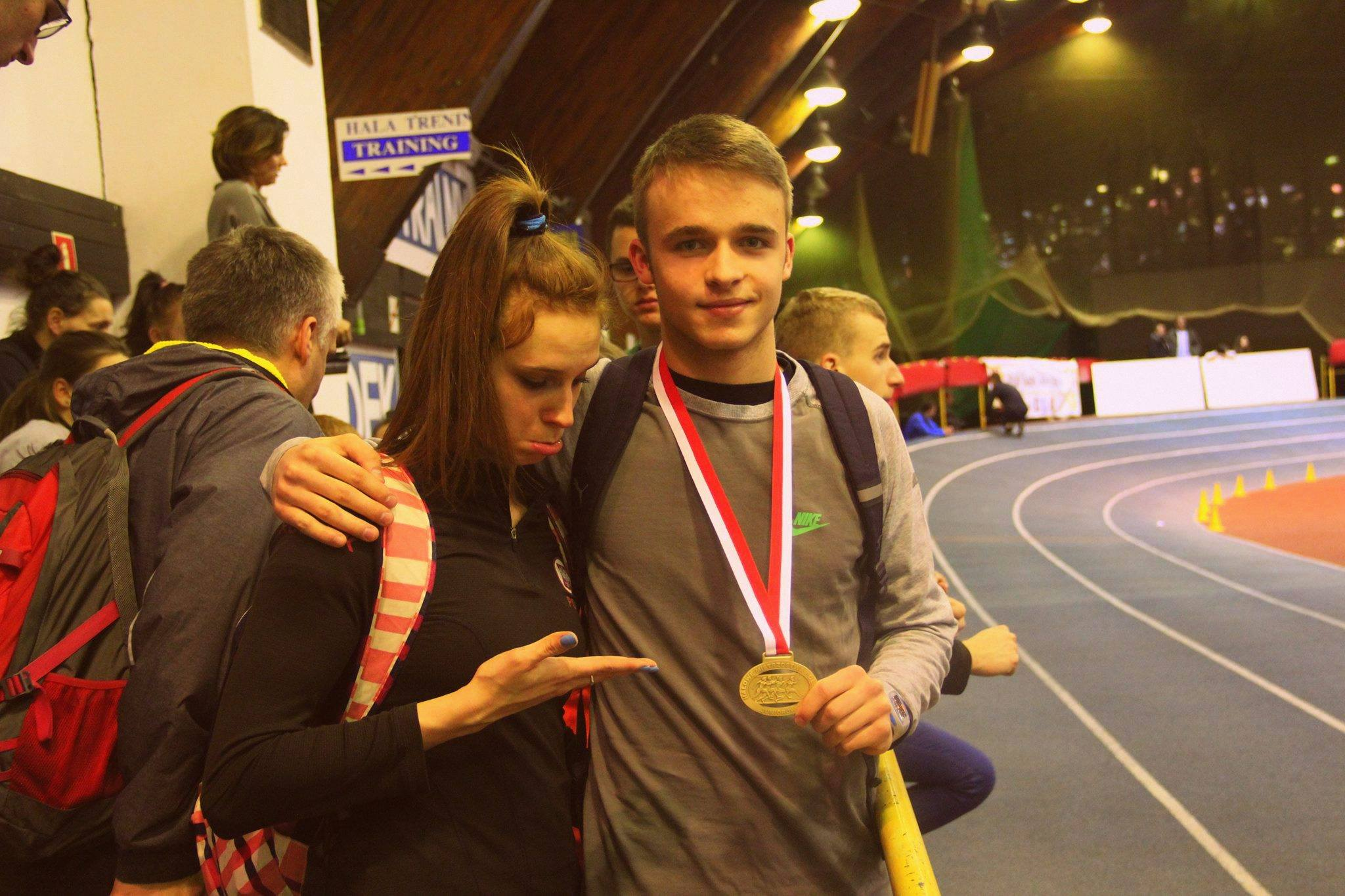
Wraz z Kamilą Cibą i jej złotym medalem na 60 metrów, gdzie później Eryk również zdobył złoty medal

### Stadion

#### Bieg na 100 metrów
| Rok  | Wiek   | Czas  | Wiatr    | Miejsce        | Data        |
| ---- | ------ | ----- | -------- | -------------- | ----------- |
| 2010 | 13 lat | 13.31 | +1.4 m/s | Leszno         | 28 sierpnia |
| 2011 | 14 lat | 12.04 | -1.2 m/s | Szczecin       | 17 września |
| 2012 | 15 lat | 11.33 | +0.7 m/s | Poznań         | 15 września |
| 2013 | 16 lat | 10.98 | +1.7 m/s | Słubice        | 8 czerwca   |
| 2014 | 17 lat | 10.87 | -0.5 m/s | Wrocław        | 13 lipca    |
| 2015 | 18 lat | 10.68 | +0.4 m/s | Biała Podlaska | 28 czerwca  |
| 2016 | 19 lat | 10.39 | +0.7 m/s | Bydgoszcz      | 19 lipca    |
| 2017 | 20 lat | 10.33 | +2.2 m/s | Łódź           | 20 maja     |
| 2017 | 20 lat | 10.74 | 0.0 m/s  | Tajpej         | 23 sierpnia |
| 2018 | 21 lat | 10.41 | +1.2 m/s | Lublin         | 20 lipca    |
| 2019 | 22 lat | 10.43 | +1.7 m/s | Radom          | 23 sierpnia |

#### Bieg na 200 metrów
| Rok  | Wiek   | Czas  | Wiatr    | Miejsce        | Data        |
| ---- | ------ | ----- | -------- | -------------- | ----------- |
| 2011 | 14 lat | 25.47 | -1.9 m/s | Leszno         | 19 czerwca  |
| 2013 | 16 lat | 22.39 | +0.8 m/s | Łódź           | 28 lipca    |
| 2014 | 17 lat | 21.89 | +1.9 m/s | Biała Podlaska | 8 czerwca   |
| 2015 | 18 lat | 22.21 | +1.0 m/s | Poznań         | 17 maja     |
| 2016 | 19 lat | 21.27 | +3.8 m/s | Zamość         | 5 czerwca   |
| 2016 | 19 lat | 22.13 | -1.9 m/s | Suwałki        | 2 lipca     |
| 2017 | 20 lat | 21.34 | -0.8 m/s | Łódź           | 27 maja     |
| 2018 | 21 lat | 21.31 | -1.0m/s  | Toruń          | 25 sierpnia |

### Hala

#### Bieg na 60 metrów
| Rok  | Wiek    | Czas | Miejsce            | Data                         |
| ---- | ------- | ---- | ------------------ | ---------------------------- |
| 2012 | 14 lat  | 7.43 | Kalisz             | 7 stycznia                   |
| 2013 | 15 lat  | 7.23 | Środa Wielkopolska | 29 grudnia 2012 (Nowy sezon) |
| 2014 | 16 lat  | 7.05 | Spała              | 25 stycznia                  |
| 2015 | 17 lat  | 7.15 | Spała              | 7 lutego                     |
| 2016 | 18 lat  | 7.02 | Spała              | 13 lutego                    |
| 2020 | 22 lata | 6.85 | Łódź               | 11 lutego                    |